# Skilanglauf-Marathon-Cup 2003
Der Skilanglauf-Marathon-Cup 2003 war eine vom Weltskiverband FIS zwischen dem 12. Januar 2003 und dem 9. März 2003 in Europa und Nordamerika ausgetragene Wettkampfserie im Skilanglauf. Die Wettbewerbe werden im Rahmen der Euroloppet-Serie bzw. Worldloppet-Serie veranstaltet.

## Austragungsorte
Liberec - Isergebirgslauf:
- 12. Januar 2003

 Pozza di Fassa - Marcialonga:
- 26. Januar 2003

 Oberammergau - König-Ludwig-Lauf:
- 2. Februar 2003

 Otepää - Tartu Maraton:
- 9. Februar 2003

 Ottawa - Keskinada Loppet:
- 16. Februar 2003

 Hayward - American Birkebeiner:
- 22. Februar 2003

 Sälen - Wasalauf:
- 2. März 2003

 Samedan - Engadin Skimarathon:
- 9. März 2003

## Teilnehmer
| Europa (15 Länder)                                                                        | Europa (15 Länder)                                                                         | Europa (15 Länder) |
| ----------------------------------------------------------------------------------------- | ------------------------------------------------------------------------------------------ | ------------------ |
| - Deutschland - Estland - Finnland - Frankreich - Italien - Norwegen - Österreich - Polen | - Rumänien - Russland - Schweden - Schweiz - Spanien - Tschechien - Vereinigtes Königreich |                    |
| Amerika (2 Länder)                                                                        |                                                                                            |                    |
| - Kanada                                                                                  | - Vereinigte Staaten                                                                       |                    |

## Männer

### Resultate
| 1. Skilanglauf-Marathon-Cup in Liberec - Isergebirgslauf | 1. Skilanglauf-Marathon-Cup in Liberec - Isergebirgslauf | 1. Skilanglauf-Marathon-Cup in Liberec - Isergebirgslauf | 1. Skilanglauf-Marathon-Cup in Liberec - Isergebirgslauf | 1. Skilanglauf-Marathon-Cup in Liberec - Isergebirgslauf |
| -------------------------------------------------------- | -------------------------------------------------------- | -------------------------------------------------------- | -------------------------------------------------------- | -------------------------------------------------------- |
| Datum                                                    | Disziplin                                                | Erster Platz                                             | Zweiter Platz                                            | Dritter Platz                                            |
| 12. Januar 2003 (So.)                                    | 50 km Klassisch                                          | Oskar Svärd                                              | Stanislav Řezáč                                          | Raul Olle                                                |

| 2. Skilanglauf-Marathon-Cup im Val di Fiemme und Val di Fassa - Marcialonga | 2. Skilanglauf-Marathon-Cup im Val di Fiemme und Val di Fassa - Marcialonga | 2. Skilanglauf-Marathon-Cup im Val di Fiemme und Val di Fassa - Marcialonga | 2. Skilanglauf-Marathon-Cup im Val di Fiemme und Val di Fassa - Marcialonga | 2. Skilanglauf-Marathon-Cup im Val di Fiemme und Val di Fassa - Marcialonga |
| --------------------------------------------------------------------------- | --------------------------------------------------------------------------- | --------------------------------------------------------------------------- | --------------------------------------------------------------------------- | --------------------------------------------------------------------------- |
| Datum                                                                       | Disziplin                                                                   | Erster Platz                                                                | Zweiter Platz                                                               | Dritter Platz                                                               |
| 26. Januar 2003 (So.)                                                       | 60 km Klassisch                                                             | Jørgen Aukland                                                              | Stanislav Řezáč                                                             | Oskar Svärd                                                                 |

| 3. Skilanglauf-Marathon-Cup in Oberammergau - König-Ludwig-Lauf | 3. Skilanglauf-Marathon-Cup in Oberammergau - König-Ludwig-Lauf | 3. Skilanglauf-Marathon-Cup in Oberammergau - König-Ludwig-Lauf | 3. Skilanglauf-Marathon-Cup in Oberammergau - König-Ludwig-Lauf | 3. Skilanglauf-Marathon-Cup in Oberammergau - König-Ludwig-Lauf |
| --------------------------------------------------------------- | --------------------------------------------------------------- | --------------------------------------------------------------- | --------------------------------------------------------------- | --------------------------------------------------------------- |
| Datum                                                           | Disziplin                                                       | Erster Platz                                                    | Zweiter Platz                                                   | Dritter Platz                                                   |
| 2. Februar 2003 (So.)                                           | 49 km Klassisch                                                 | Jørgen Aukland                                                  | Stanislav Řezáč                                                 | Mattias Svahn                                                   |

| 4. Skilanglauf-Marathon-Cup in Otepää - Tartu Maraton | 4. Skilanglauf-Marathon-Cup in Otepää - Tartu Maraton | 4. Skilanglauf-Marathon-Cup in Otepää - Tartu Maraton | 4. Skilanglauf-Marathon-Cup in Otepää - Tartu Maraton | 4. Skilanglauf-Marathon-Cup in Otepää - Tartu Maraton |
| ----------------------------------------------------- | ----------------------------------------------------- | ----------------------------------------------------- | ----------------------------------------------------- | ----------------------------------------------------- |
| Datum                                                 | Disziplin                                             | Erster Platz                                          | Zweiter Platz                                         | Dritter Platz                                         |
| 9. Februar 2003 (So.)                                 | 63 km Klassisch                                       | Jørgen Aukland                                        | Stanislav Řezáč                                       | Oskar Svärd                                           |

| 5. Skilanglauf-Marathon-Cup in Ottawa - Keskinada Loppet | 5. Skilanglauf-Marathon-Cup in Ottawa - Keskinada Loppet | 5. Skilanglauf-Marathon-Cup in Ottawa - Keskinada Loppet | 5. Skilanglauf-Marathon-Cup in Ottawa - Keskinada Loppet | 5. Skilanglauf-Marathon-Cup in Ottawa - Keskinada Loppet |
| -------------------------------------------------------- | -------------------------------------------------------- | -------------------------------------------------------- | -------------------------------------------------------- | -------------------------------------------------------- |
| Datum                                                    | Disziplin                                                | Erster Platz                                             | Zweiter Platz                                            | Dritter Platz                                            |
| 16. Februar 2003 (So.)                                   | 50 km Freistil                                           | Gianantonio Zanetel                                      | Norman Kostner                                           | Faustino Bordiga                                         |

| 6. Skilanglauf-Marathon-Cup in Hayward - American Birkebeiner | 6. Skilanglauf-Marathon-Cup in Hayward - American Birkebeiner | 6. Skilanglauf-Marathon-Cup in Hayward - American Birkebeiner | 6. Skilanglauf-Marathon-Cup in Hayward - American Birkebeiner | 6. Skilanglauf-Marathon-Cup in Hayward - American Birkebeiner |
| ------------------------------------------------------------- | ------------------------------------------------------------- | ------------------------------------------------------------- | ------------------------------------------------------------- | ------------------------------------------------------------- |
| Datum                                                         | Disziplin                                                     | Erster Platz                                                  | Zweiter Platz                                                 | Dritter Platz                                                 |
| 22. Februar 2003 (Sa.)                                        | 51 km Freistil                                                | Gianantonio Zanetel                                           | Norman Kostner                                                | Faustino Bordiga                                              |

| 7. Skilanglauf-Marathon-Cup in Sälen - Wasalauf | 7. Skilanglauf-Marathon-Cup in Sälen - Wasalauf | 7. Skilanglauf-Marathon-Cup in Sälen - Wasalauf | 7. Skilanglauf-Marathon-Cup in Sälen - Wasalauf | 7. Skilanglauf-Marathon-Cup in Sälen - Wasalauf |
| ----------------------------------------------- | ----------------------------------------------- | ----------------------------------------------- | ----------------------------------------------- | ----------------------------------------------- |
| Datum                                           | Disziplin                                       | Erster Platz                                    | Zweiter Platz                                   | Dritter Platz                                   |
| 2. März 2003 (Sa.)                              | 90 km Klassisch                                 | Oskar Svärd                                     | Jørgen Aukland                                  | Stanislav Řezáč                                 |

| 8. Skilanglauf-Marathon-Cup in Samedan - Engadin Skimarathon | 8. Skilanglauf-Marathon-Cup in Samedan - Engadin Skimarathon | 8. Skilanglauf-Marathon-Cup in Samedan - Engadin Skimarathon | 8. Skilanglauf-Marathon-Cup in Samedan - Engadin Skimarathon | 8. Skilanglauf-Marathon-Cup in Samedan - Engadin Skimarathon |
| ------------------------------------------------------------ | ------------------------------------------------------------ | ------------------------------------------------------------ | ------------------------------------------------------------ | ------------------------------------------------------------ |
| Datum                                                        | Disziplin                                                    | Erster Platz                                                 | Zweiter Platz                                                | Dritter Platz                                                |
| 9. März 2003 (So.)                                           | 42 km Freistil                                               | Patrik Mächler                                               | Martin Koukal                                                | Juan Jesús Gutiérrez                                         |

### Wertung
| Rang | Name                   | Punkte |
| ---- | ---------------------- | ------ |
| 001. | Jørgen Aukland         | 420    |
| 002. | Stanislav Řezáč        | 400    |
| 003. | Gianantonio Zanetel    | 387    |
| 004. | Oskar Svärd            | 370    |
| 005. | Norman Kostner         | 233    |
| 006. | Mattias Svahn          | 226    |
| 007. | Raul Olle              | 222    |
| 008. | Marco Cattaneo         | 219    |
| 009. | Rune Torseth           | 168    |
| 010. | Risto Roonet           | 143    |
| 011. | Henrik Eriksson        | 140    |
| 012. | Anders Hallingstad     | 135    |
| 013. | Faustino Bordiga       | 124    |
| 014. | Patrik Mächler         | 100    |
| 015. | Maurizio Pozzi         | 095    |
| 016. | Staffan Larsson        | 083    |
| 017. | Martin Koukal          | 080    |
| 018. | Andrea Piccoliori      | 071    |
| 019. | Silvio Fauner          | 060    |
|      | Juan Jesús Gutiérrez   | 060    |
| 021. | Silvio Fauner          | 054    |
| 022. | Pierluigi Costantin    | 050    |
| 023. | Erik Eriksson          | 045    |
|      | Nathan Schultz         | 045    |
| 025. | Reinhold Schwienbacher | 040    |
|      | Patrick Weaver         | 040    |
| 027. | Gion Andrea Bundi      | 036    |
|      | Marc Gilbertson        | 036    |
|      | Charles Nadeau         | 036    |
| 030. | Christian Baldauf      | 035    |
|      | Mattias Danielsson     | 035    |
| 032. | Espen Bjervig          | 032    |
|      | Magnus Eriksson        | 032    |
|      | William Fitzgerald     | 032    |
|      | Chad Giese             | 032    |
| 036. | Adam Swank             | 030    |
| 037. | Gerhard Urain          | 029    |
|      | Philippe Villeneuve    | 029    |
| 039. | Rikard Andreasson      | 026    |
|      | Roland Diethart        | 026    |
|      | Eli Enman              | 026    |
|      | Martin Furrer          | 026    |
|      | Karl Saidla            | 026    |
| 044. | Ola Sandholt           | 025    |
| 045. | Morten Brørs           | 024    |
|      | Ivan Margaroli         | 024    |
|      | Christian Stebler      | 024    |
|      | Ilmar Udam             | 024    |
| 049. | André Blatter          | 022    |
|      | Donald Farley          | 022    |
|      | Priit Kajari           | 022    |
|      | Torgeir Grothe Lien    | 022    |
|      | Andreas Möse           | 022    |
|      | Anders Palmér          | 022    |

| Rang | Name                    | Punkte |
| ---- | ----------------------- | ------ |
| 055. | Karl Gunnar Skjønsfjell | 020    |
|      | David Stewart           | 020    |
|      | Andreas Stitzl          | 020    |
| 058. | Ivano Defrancesco       | 019    |
| 059. | Anders Bergström        | 018    |
|      | Bill Demong             | 018    |
|      | Alexandre Rousselet     | 018    |
|      | Werner Schwar           | 018    |
| 063. | Beat Bieri              | 016    |
|      | Chris Blanchard         | 016    |
|      | Agostino Filippa        | 016    |
|      | Valerio Leccardi        | 016    |
|      | Scott Loomis            | 016    |
| 068. | Jerry Ahrlin            | 015    |
|      | Bjørn Dæhlie            | 015    |
|      | Christophe Fresard      | 015    |
|      | Radek Meier             | 015    |
| 072. | Math Bellizzi           | 014    |
|      | Pal Cato Elshaug        | 014    |
|      | Robert Johansson        | 014    |
|      | Brian McKeever          | 014    |
|      | Markus Schneider        | 014    |
|      | Ulf Tingeløf            | 014    |
| 078. | Rickard Andersson       | 013    |
|      | Ivan Debertolis         | 013    |
|      | Jan Došla               | 013    |
|      | Jarkko Jauho            | 013    |
|      | Magnus Jonsson          | 013    |
|      | Marcel Klaus            | 013    |
|      | Jason Lemieux           | 013    |
|      | Marco Morgenstern       | 013    |
|      | Paul Tolomiczenko       | 013    |
| 087. | Fran Ois Allaire        | 012    |
|      | Bruce Bauer             | 012    |
|      | Christian Fex           | 012    |
|      | Michal Hak              | 012    |
|      | Stéphane Passeron       | 012    |
|      | Per-Olov Svahn          | 012    |
| 093. | Kerry Abols             | 011    |
|      | Markus Jönsson          | 011    |
|      | Peeter Kümmel           | 011    |
|      | Christian Seeger        | 011    |
|      | Jaromír Šimůnek         | 011    |
|      | Andre Watt              | 011    |
| 099. | Erling Jevne            | 010    |
|      | Mihhail Lukertsenko     | 010    |
|      | German Schastlivyy      | 010    |
|      | Phil Shaw               | 010    |
|      | Johannes Wachlin        | 010    |
| 104. | Stephen Bursey          | 009    |
|      | Erik Eifert             | 009    |
|      | Josef Lipburger         | 009    |
|      | Pavlov Ulvar            | 009    |
|      | Cory Wubbels            | 009    |

| Rang | Name                 | Punkte |
| ---- | -------------------- | ------ |
| 109. | Conny Brinck         | 008    |
|      | Justin Faulkner      | 008    |
|      | Owen Hanley          | 008    |
|      | Jaan Kallak          | 008    |
|      | Jean Pascal Laurin   | 008    |
|      | Raivo Parnpuu        | 008    |
|      | Kjartan Roland       | 008    |
| 116. | Dominik Berchtold    | 007    |
|      | Jon Engen            | 007    |
|      | Patrick Fine         | 007    |
|      | Guillaume Joly       | 007    |
|      | Jonas Larsson        | 007    |
|      | Martin Larsson       | 007    |
|      | Juri Masnikov        | 007    |
|      | Oleg Terentiev       | 007    |
| 124. | Lorenz Brunner       | 006    |
|      | Evgueni Dmitiev      | 006    |
|      | Alexandre Domenge    | 006    |
|      | Erik Frykberg        | 006    |
|      | George Visser        | 006    |
|      | Eric Wilbrecht       | 006    |
| 130. | Milan Baic           | 005    |
|      | Reinhard Kargruber   | 005    |
|      | Petr Plechac         | 005    |
|      | Hans-Werner Reichart | 005    |
|      | Martin Tauber        | 005    |
| 135. | Wilhelm Aschwanden   | 004    |
|      | Martin Gatter        | 004    |
|      | Kert Keskpaik        | 004    |
|      | Craig Storey         | 004    |
|      | Chip Tabor           | 004    |
| 140. | Peter Abraham        | 003    |
|      | Urs Graf             | 003    |
|      | Toomas Koovit        | 003    |
|      | Johan Sandberg       | 003    |
|      | John Westdal         | 003    |
| 145. | Gustaf Berglund      | 002    |
|      | Emmanuel Jonnier     | 002    |
|      | Matti Kotilainen     | 002    |
|      | Pierre Lavoie        | 002    |
|      | Jakub Mrozinski      | 002    |
|      | Roy Prdersen         | 002    |
|      | Leos Svoboda         | 002    |
|      | Matthew Weier        | 002    |
| 153. | Sean Corrigan        | 001    |
|      | Andre Haugsbö        | 001    |
|      | Adam Krutis          | 001    |
|      | Brian May            | 001    |
|      | Hans Patschek        | 001    |
|      | Patrick Rölli        | 001    |
|      | Fabio Selle          | 001    |
|      | Ago Veilberg         | 001    |

## Frauen

### Resultate
| 1. Skilanglauf-Marathon-Cup in Liberec - Isergebirgslauf | 1. Skilanglauf-Marathon-Cup in Liberec - Isergebirgslauf | 1. Skilanglauf-Marathon-Cup in Liberec - Isergebirgslauf | 1. Skilanglauf-Marathon-Cup in Liberec - Isergebirgslauf | 1. Skilanglauf-Marathon-Cup in Liberec - Isergebirgslauf |
| -------------------------------------------------------- | -------------------------------------------------------- | -------------------------------------------------------- | -------------------------------------------------------- | -------------------------------------------------------- |
| Datum                                                    | Disziplin                                                | Erster Platz                                             | Zweiter Platz                                            | Dritter Platz                                            |
| 12. Januar 2003 (So.)                                    | 50 km Klassisch                                          | Lara Peyrot                                              | Svetlana Frizen                                          | Monica Lăzăruț                                           |

| 2. Skilanglauf-Marathon-Cup im Val di Fiemme und Val di Fassa - Marcialonga | 2. Skilanglauf-Marathon-Cup im Val di Fiemme und Val di Fassa - Marcialonga | 2. Skilanglauf-Marathon-Cup im Val di Fiemme und Val di Fassa - Marcialonga | 2. Skilanglauf-Marathon-Cup im Val di Fiemme und Val di Fassa - Marcialonga | 2. Skilanglauf-Marathon-Cup im Val di Fiemme und Val di Fassa - Marcialonga |
| --------------------------------------------------------------------------- | --------------------------------------------------------------------------- | --------------------------------------------------------------------------- | --------------------------------------------------------------------------- | --------------------------------------------------------------------------- |
| Datum                                                                       | Disziplin                                                                   | Erster Platz                                                                | Zweiter Platz                                                               | Dritter Platz                                                               |
| 26. Januar 2003 (So.)                                                       | 60 km Klassisch                                                             | Lara Peyrot                                                                 | Eugenia Bitchougova                                                         | Svetlana Frizen                                                             |

| 3. Skilanglauf-Marathon-Cup in Oberammergau - König-Ludwig-Lauf | 3. Skilanglauf-Marathon-Cup in Oberammergau - König-Ludwig-Lauf | 3. Skilanglauf-Marathon-Cup in Oberammergau - König-Ludwig-Lauf | 3. Skilanglauf-Marathon-Cup in Oberammergau - König-Ludwig-Lauf | 3. Skilanglauf-Marathon-Cup in Oberammergau - König-Ludwig-Lauf |
| --------------------------------------------------------------- | --------------------------------------------------------------- | --------------------------------------------------------------- | --------------------------------------------------------------- | --------------------------------------------------------------- |
| Datum                                                           | Disziplin                                                       | Erster Platz                                                    | Zweiter Platz                                                   | Dritter Platz                                                   |
| 2. Februar 2003 (So.)                                           | 49 km Klassisch                                                 | Lara Peyrot                                                     | Monica Lăzăruț                                                  | Svetlana Frizen                                                 |

| 4. Skilanglauf-Marathon-Cup in Otepää - Tartu Maraton | 4. Skilanglauf-Marathon-Cup in Otepää - Tartu Maraton | 4. Skilanglauf-Marathon-Cup in Otepää - Tartu Maraton | 4. Skilanglauf-Marathon-Cup in Otepää - Tartu Maraton | 4. Skilanglauf-Marathon-Cup in Otepää - Tartu Maraton |
| ----------------------------------------------------- | ----------------------------------------------------- | ----------------------------------------------------- | ----------------------------------------------------- | ----------------------------------------------------- |
| Datum                                                 | Disziplin                                             | Erster Platz                                          | Zweiter Platz                                         | Dritter Platz                                         |
| 9. Februar 2003 (So.)                                 | 63 km Klassisch                                       | Svetlana Frizen                                       | Monica Lăzăruț                                        | Tatjana Mannima                                       |

| 5. Skilanglauf-Marathon-Cup in Ottawa - Keskinada Loppet | 5. Skilanglauf-Marathon-Cup in Ottawa - Keskinada Loppet | 5. Skilanglauf-Marathon-Cup in Ottawa - Keskinada Loppet | 5. Skilanglauf-Marathon-Cup in Ottawa - Keskinada Loppet | 5. Skilanglauf-Marathon-Cup in Ottawa - Keskinada Loppet |
| -------------------------------------------------------- | -------------------------------------------------------- | -------------------------------------------------------- | -------------------------------------------------------- | -------------------------------------------------------- |
| Datum                                                    | Disziplin                                                | Erster Platz                                             | Zweiter Platz                                            | Dritter Platz                                            |
| 16. Februar 2003 (So.)                                   | 50 km Freistil                                           | Lara Peyrot                                              | Monica Lăzăruț                                           | Svetlana Frizen                                          |

| 6. Skilanglauf-Marathon-Cup in Hayward - American Birkebeiner | 6. Skilanglauf-Marathon-Cup in Hayward - American Birkebeiner | 6. Skilanglauf-Marathon-Cup in Hayward - American Birkebeiner | 6. Skilanglauf-Marathon-Cup in Hayward - American Birkebeiner | 6. Skilanglauf-Marathon-Cup in Hayward - American Birkebeiner |
| ------------------------------------------------------------- | ------------------------------------------------------------- | ------------------------------------------------------------- | ------------------------------------------------------------- | ------------------------------------------------------------- |
| Datum                                                         | Disziplin                                                     | Erster Platz                                                  | Zweiter Platz                                                 | Dritter Platz                                                 |
| 22. Februar 2003 (Sa.)                                        | 51 km Freistil                                                | Lara Peyrot                                                   | Kateřina Hanušová                                             | Brooke Baughman                                               |

| 7. Skilanglauf-Marathon-Cup in Sälen - Wasalauf | 7. Skilanglauf-Marathon-Cup in Sälen - Wasalauf | 7. Skilanglauf-Marathon-Cup in Sälen - Wasalauf | 7. Skilanglauf-Marathon-Cup in Sälen - Wasalauf | 7. Skilanglauf-Marathon-Cup in Sälen - Wasalauf |
| ----------------------------------------------- | ----------------------------------------------- | ----------------------------------------------- | ----------------------------------------------- | ----------------------------------------------- |
| Datum                                           | Disziplin                                       | Erster Platz                                    | Zweiter Platz                                   | Dritter Platz                                   |
| 2. März 2003 (Sa.)                              | 90 km Klassisch                                 | Ulrica Persson                                  | Sofia Lind                                      | Svetlana Frizen                                 |

| 8. Skilanglauf-Marathon-Cup in Samedan - Engadin Skimarathon | 8. Skilanglauf-Marathon-Cup in Samedan - Engadin Skimarathon | 8. Skilanglauf-Marathon-Cup in Samedan - Engadin Skimarathon | 8. Skilanglauf-Marathon-Cup in Samedan - Engadin Skimarathon | 8. Skilanglauf-Marathon-Cup in Samedan - Engadin Skimarathon |
| ------------------------------------------------------------ | ------------------------------------------------------------ | ------------------------------------------------------------ | ------------------------------------------------------------ | ------------------------------------------------------------ |
| Datum                                                        | Disziplin                                                    | Erster Platz                                                 | Zweiter Platz                                                | Dritter Platz                                                |
| 9. März 2003 (So.)                                           | 42 km Freistil                                               | Natascia Leonardi Cortesi                                    | Annick Pierrel-Vaxelaire                                     | Laurence Rochat                                              |

### Wertung
| Rang | Name                      | Punkte |
| ---- | ------------------------- | ------ |
| 001. | Lara Peyrot               | 579    |
| 002. | Svetlana Frizen           | 436    |
| 003. | Monica Lăzăruț            | 427    |
| 004. | Õnne Kurg                 | 166    |
| 005. | Dorota Dziadkowiec-Michon | 145    |
| 006. | Natascia Leonardi Cortesi | 100    |
|      | Ulrica Persson            | 100    |
| 008. | Kamila Borutova           | 088    |
| 009. | Eugenia Bitchougova       | 080    |
|      | Elena Ektova              | 080    |
|      | Kateřina Hanušová         | 080    |
|      | Sofia Lind                | 080    |
|      | Annick Pierrel-Vaxelaire  | 080    |
| 014. | Blanka Nedvědická         | 068    |
| 015. | Raufa Zagidullina         | 061    |
| 016. | Brooke Hovey              | 060    |
|      | Tatjana Mannima           | 060    |
|      | Laurence Rochat           | 060    |
| 019. | Lena Hermansson           | 052    |
| 020. | Natalia Alekseeva         | 050    |
|      | Sheila Kealey             | 050    |
|      | Suzanne King              | 050    |
|      | Karin Moroder             | 050    |
| 024. | Flurina Bachmann          | 045    |
|      | Kicki Eskilsson           | 045    |
|      | Jan Guenther              | 045    |
|      | Sandy Tetreault           | 045    |
| 028. | Ursina Badilatti          | 040    |
|      | Jenny Hansson             | 040    |
|      | Nina Kemppel              | 040    |
|      | Kirsti Midtomme           | 040    |
|      | Marie-Odile Raymond       | 040    |
|      | Gunnvor Roverud           | 040    |
| 034. | Sofia Byhlinder           | 036    |
|      | Lynn Cecil Johnson        | 036    |
|      | Piret Niglas              | 036    |
|      | Jasmin Nunige             | 036    |
|      | Becky Puiras              | 036    |
| 039. | Viviana Druidi            | 035    |
|      | Marion Gebracht           | 035    |
| 041. | Ene Aigro                 | 032    |
|      | Susanne Dirr              | 032    |
|      | Carina Lagerlöf           | 032    |
|      | Diane Tremblay            | 032    |
| 045. | Susan Dibiase             | 029    |
|      | Bernadette Höfle          | 029    |
|      | Geidi Kruusman            | 029    |
|      | Megan McTavish            | 029    |
|      | Anna-Karin Strömstedt     | 029    |
|      | Heidi Suchánková          | 029    |
| 051. | Christine Bisson          | 026    |
|      | Silvana Bucher            | 026    |
|      | Christine Claude          | 026    |
|      | Joanne-M. Hanowski        | 026    |
|      | Onnela Raudsepp           | 026    |
|      | Silja Suija               | 026    |
|      | Kristin Sem Thagaard      | 026    |
|      | Svetlana Zverkova         | 026    |
| 059. | Seraina Boner             | 024    |
|      | Sonja Bostrom             | 024    |
|      | Anna Engman               | 024    |
|      | Renate Forstner           | 024    |
|      | Micol Murachelli          | 024    |
|      | Martine Proulx            | 024    |
|      | Kaili Sirge               | 024    |
|      | Radka Tkacikova           | 024    |
| 067. | Karin Johansson           | 022    |

| Rang | Name                     | Punkte |
| ---- | ------------------------ | ------ |
|      | Vibeke Nørsteboe         | 022    |
|      | Erika Revesz             | 022    |
|      | Kelly Skillicorn         | 022    |
|      | Doris Trachsel           | 022    |
|      | Heleri Valk              | 022    |
|      | Lorie-J. Wesolek         | 022    |
| 074. | Lena Hasselström         | 020    |
|      | Nicole Kunz              | 020    |
|      | Eva Kusyk                | 020    |
|      | Sidsel-S. Mohn           | 020    |
|      | Elina Pähn               | 020    |
|      | Sarah Peters             | 020    |
| 080. | Blanka Bohata            | 019    |
| 081. | Alicia Berthiaume        | 018    |
|      | Flurina Bott             | 018    |
|      | Sabine Löschke           | 018    |
|      | Tea Pärnik               | 018    |
|      | Kim-E. Rudd              | 018    |
|      | Jeanette Sjødin          | 018    |
|      | Inge-Lise Skaar          | 018    |
| 088. | Mary Beth Dunlevy Tuttle | 016    |
|      | Aud Jovall               | 016    |
|      | Rita Nones               | 016    |
|      | Birgit Viken             | 016    |
|      | Julie Zimmermann         | 016    |
| 093. | Magdalena Grzywa         | 015    |
|      | Eva Lif                  | 015    |
|      | Orietta Lodi             | 015    |
|      | Muffy Ritz               | 015    |
|      | Marie Srubarova          | 015    |
|      | Marie Srubarova          | 015    |
|      | Heidi Underwood          | 015    |
| 100. | Marlene Börsch           | 014    |
|      | Marit Grondalen          | 014    |
|      | Mari Hämäläinen          | 014    |
|      | Nina Lintzén             | 014    |
|      | Dolores Mächler-Rupp     | 014    |
|      | Paula Pfefferkorn        | 014    |
|      | Sara Russell             | 014    |
|      | Carmen Schindler         | 014    |
| 109. | Lilian Estorn            | 013    |
|      | Diane-M. Holliday Welsh  | 013    |
|      | Carla Jellici            | 013    |
|      | Karin Kadner             | 013    |
|      | Dr. Sarina Kirchmann     | 013    |
|      | Bettina Mesotitsch       | 013    |
|      | Eva Szabo                | 013    |
| 116. | Lilian Estorn            | 012    |
|      | Olga Lacigova            | 012    |
|      | Zoe Owers                | 012    |
|      | Cornelia Porrini         | 012    |
|      | Reeda Tuula              | 012    |
|      | Karen Waeschle           | 012    |
| 121. | Victoria Asmus Newberry  | 011    |
|      | Kathrin Höfler           | 011    |
|      | Paola Nones              | 011    |
|      | Ingrid Puntel            | 011    |
|      | Michelle Sears           | 011    |
|      | Eve Tammemae             | 011    |
| 127. | Blum Constanze           | 010    |
|      | Diane Bouchard           | 010    |
|      | Astrid-H. Erikssen       | 010    |
|      | Randi Fossum             | 010    |
|      | Selina Gasparin          | 010    |
|      | Signe Parm               | 010    |
|      | Vera Schippers           | 010    |
|      | Brett-E. Schulze         | 010    |

| Rang | Name                      | Punkte |
| ---- | ------------------------- | ------ |
|      | Irene Ulrich              | 010    |
| 136. | Jamie B. Glommen          | 00 9   |
|      | Turid Guttormsen          | 00 9   |
|      | Monika Jurs               | 00 9   |
|      | Eva Lindkvist             | 00 9   |
|      | Kirstin Madsen            | 00 9   |
|      | Tiina Riikonen            | 00 9   |
|      | Christina Schneider       | 00 9   |
|      | Melanie Zemp              | 00 9   |
| 144. | Lizanne Bussières         | 00 8   |
|      | Alrun Flechsig            | 00 8   |
|      | Riina Järvela             | 00 8   |
|      | Jose E. Nelson            | 00 8   |
|      | Eva Öberg                 | 00 8   |
|      | Katrin Weeger             | 00 8   |
| 150. | Lena Eriksson Højilind    | 00 7   |
|      | Wendy Grater              | 00 7   |
|      | Emilie Guisolan           | 00 7   |
|      | Helena Jindrova           | 00 7   |
|      | Alena Koutna              | 00 7   |
|      | Andrea Kroeber            | 00 7   |
|      | Petra Stephan             | 00 7   |
|      | Maret Vaher               | 00 7   |
|      | Natalie Ward              | 00 7   |
| 159. | Grethe-Foss Aamodt        | 00 6   |
|      | Julie Afelskie            | 00 6   |
|      | Sandra Hecker             | 00 6   |
|      | Kadri Limberg             | 00 6   |
|      | Domenica Oswald           | 00 6   |
|      | Helene Rochas             | 00 6   |
|      | Joan Rundman              | 00 6   |
| 166. | Stefania Cavatorta        | 00 5   |
|      | Martina Dogana            | 00 5   |
|      | Teresa Eggertsen          | 00 5   |
|      | Sandra Gredig             | 00 5   |
|      | Nancy Manning             | 00 5   |
|      | Kersti Pääsik             | 00 5   |
|      | Anniken Surasen           | 00 5   |
|      | Ewa Szmel                 | 00 5   |
| 174. | Annett Löschke            | 00 4   |
|      | Karine Pellerin           | 00 4   |
|      | Běla Podrábská            | 00 4   |
|      | Kadri Possul              | 00 4   |
|      | Lotten Sundbom            | 00 4   |
|      | Robin-L. Tedlund          | 00 4   |
|      | Sarah Zeiter              | 00 4   |
| 181. | Solfrid Halvorsen         | 00 3   |
|      | Christina Holfeld         | 00 3   |
|      | Sophie Lemaire            | 00 3   |
|      | Dr. Monika Meyer          | 00 3   |
|      | Sara Rigoni               | 00 3   |
|      | Deborah Sussex            | 00 3   |
|      | Anu Taveter               | 00 3   |
| 188. | Turid Dehli               | 00 2   |
|      | Michelle-M. Flanagan Haag | 00 2   |
|      | Kadi Inno                 | 00 2   |
|      | Jana Jetmarova            | 00 2   |
|      | Susan Kaczmarek           | 00 2   |
|      | Carmen Kirchmann          | 00 2   |
|      | Aita Weber                | 00 2   |
| 195. | Marie Horáková            | 00 1   |
|      | Chantal Metivier          | 00 1   |
|      | Eva Peterson              | 00 1   |
|      | Karianne Sund             | 00 1   |
|      | Mare Ulp                  | 00 1   |
|      | Barb Wenner Grogan        | 00 1   |